# Beta Hydri
Beta Hydri (5 Hydri) é uma estrela na direção da Hydrus. Possui uma ascensão reta de 00h 25m 39.20s e uma declinação de −77° 15′ 18.1″. Sua magnitude aparente é igual a 2.82. Considerando sua distância de 24 anos-luz em relação à Terra, sua magnitude absoluta é igual a 3.45. Pertence à classe espectral G2IV. É um dos sistemas estelares mais próximo ao Sistema Solar.